# Kevin Scott Mack
Kevin Scott Mack (* 23. Juli 1959 in Los Angeles) ist ein amerikanischer VFX Supervisor, der 1999 für Hinter dem Horizont den Oscar in der Kategorie Beste visuelle Effekte erhielt.

## Leben
Er wuchs in Los Angeles als Sohn von Brice Mack, einem Background-Zeichner bei Disney, auf. Er studierte am Art Center College of Design die Fächer Kunst, Illustration und Film, schloss das Studium aber nicht ab. Sein erster Arbeitgeber im Jahr 1983 im Bereich visueller Effekte war Coast Special Effects in Nordhollywood, wo er Miniaturen und animierte Tonfiguren für Werbespots und Filme erstellte.
1993 ging er zu Digital Domain, wo er an Filmen wie Interview mit einem Vampir, Apollo 13 und Das fünfte Element beteiligt war. 1999 erhielt er für Hinter dem Horizont den Oscar in der Kategorie Beste visuelle Effekte. 2002 wechselte er zu Sony Imageworks, wo er für sechs Jahre arbeitete.
Er lebt mit seiner Frau Snow Mack, die als Künstlerin tätig ist, in Los Angeles und hat mit ihr zwei Söhne. Sein Sohn Jon Mack arbeitet ebenfalls im Bereich visueller Effekte und war beispielsweise am Spielfilm Cloud Atlas beteiligt.

## Filmografie (Auswahl)
- 1982: Die unglaubliche Reise in einem verrückten Raumschiff (Airplane II: The Sequel)
- 1985: Night Train to Terror (Shiver)
- 1986: Der Flug des Navigators (Flight of the Navigator)
- 1986: Die Nacht der Creeps (Night of the Creeps)
- 1988: Draculas Witwe (Dracula's Widow)
- 1988: Faule Tricks und fromme Sprüche (Pass the Ammo)
- 1988: Track 29 – Ein gefährliches Spiel (Track 29)
- 1988: Zu jung, ein Held zu sein (Too Young the Hero)
- 1989: Abyss – Abgrund des Todes (The Abyss)
- 1990: Katastrophenflug 243 (Miracle Landing)
- 1990: Starfire (Solar Crisis)
- 1991: Flug durch die Hölle (Flight of the Intruder)
- 1991: Rendezvous im Jenseits (Defending Your Life)
- 1992: Armee der Finsternis (Army of Darkness)
- 1992: Freejack – Geisel der Zukunft (Freejack)
- 1993: RoboCop 3
- 1993: Surf Ninjas
- 1994: Interview mit einem Vampir (Interview with the Vampire: The Vampire Chronicles)
- 1994: True Lies – Wahre Lügen (True Lies)
- 1995: Apollo 13
- 1997: Das fünfte Element (The Fifth Element)
- 1997: Red Corner – Labyrinth ohne Ausweg (Red Corner)
- 1998: Hinter dem Horizont (What Dreams May Come)
- 1999: Fight Club
- 2000: Der Grinch (How the Grinch Stole Christmas)
- 2001: A Beautiful Mind – Genie und Wahnsinn (A Beautiful Mind)
- 2001: Vanilla Sky
- 2003: Big Fish (Big Fish)
- 2005: The Prize Winner of Defiance, Ohio
- 2007: Ghost Rider
- 2008: Speed Racer
- 2010: Percy Jackson: Diebe im Olymp (Percy Jackson & the Olympians: The Lightning Thief)
- 2011: Extrem laut & unglaublich nah (Extremely Loud & Incredibly Close)
- 2015: Fantastic Four

## Auszeichnungen
- 1999: Oscar in der Kategorie Beste visuelle Effekte für Hinter dem Horizont
- 2000: BAFTA-Film-Award-Nominierung in der Kategorie Beste visuelle Effekte für Big Fish